# Hans Bockelberg
Hans Bockelberg, nemški general in pravnik, * 18. januar 1890, Nienburg, † 29. november 1955, Hannover.